# James V. Kern
James V. Kern est un réalisateur, scénariste, acteur et producteur américain né le 22 septembre 1909 à New York, New York (États-Unis), décédé le 9 novembre 1966 à Encino (États-Unis).

## Filmographie

### comme réalisateur
- 1944 : The Doughgirls
- 1946 : Ne dites jamais adieu (Never Say Goodbye)
- 1947 : Stallion Road
- 1948 : April Showers
- 1950 : The Colgate Comedy Hour (série télévisée)
- 1950 : The Jack Benny Program (série télévisée)
- 1950 : La Deuxième Femme (The Second Woman)
- 1951 : Les Coulisses de Broadway (Two Tickets to Broadway)
- 1953 : Topper (série télévisée)
- 1955 : The Millionaire (en) (série télévisée)
- 1956 : Lum and Abner Abroad
- 1956 : The Gale Storm Show (série télévisée)
- 1956 : I Love Lucy Christmas Show (TV)
- 1957 : Maverick (série télévisée)
- 1958 : The Ann Sothern Show (série télévisée)
- 1958 : 77 Sunset Strip (série télévisée)
- 1960 : Pete and Gladys (série télévisée)
- 1960 : Mes trois fils (My Three Sons) (série télévisée)
- 1961 : The Joey Bishop Show (série télévisée)

### comme scénariste
- 1939 : Micro folies (That's Right - You're Wrong) de David Butler
- 1940 : Petite et Charmante (If I Had My Way) de David Butler
- 1940 : La Villa des piqués (You'll Find Out) de David Butler
- 1941 : Look Who's Laughing d'Allan Dwan
- 1941 : Playmates de David Butler
- 1943 : Remerciez votre bonne étoile (Thank Your Lucky Stars) de David Butler
- 1944 : L'Amour est une mélodie (Shine on Harvest Moon) de David Butler
- 1944 : The Doughgirls (en) de lui-même
- 1945 : The Horn Blows at Midnight de Raoul Walsh
- 1946 : Ne dites jamais adieu (Never Say Goodbye) de  lui-même

### comme acteur
- 1935 : Votez pour moi (Thanks a Million) de Roy Del Ruth : Yacht Club Boy
- 1936 : The Singing Kid : Yacht Club Boy
- 1936 : Stage Struck : Jimmy
- 1937 : Artistes et Modèles de Raoul Walsh : Member, Yacht Club Boys
- 1937 : Romance burlesque (Thrill of a Lifetime) : Jimmie

### comme producteur
- 1950 : The Jack Benny Program (série télévisée)
- 1956 : Lum and Abner Abroad